# Pucallpana pullex
 (novembre 2021).
Genre
Espèce
Pucallpana pullex, unique représentant du genre Pucallpana, est une espèce d'opilions laniatores à l'appartenance familiale incertaine.

## Distribution
Cette espèce est endémique de la région d'Ucayali au Pérou. Elle se rencontre vers Pucallpa.

## Description
La femelle holotype mesure 2,65 mm.

## Publication originale
- Avram & Soares, 1983 : « Opilionides du Pérou et d’Argentine. » Résultats des Expéditions Biospéologiques Cubano-Roumaines à Cuba, vol. 4, p. 47–64.